# Rencontre de Guayaquil
La rencontre de Guayaquil (espagnol : entrevista de Guayaquil) est le nom donné à l'entrevue des deux libérateurs de l'Amérique du Sud, le Vénézuélien Simón Bolívar et l'Argentin José de San Martín, à Guayaquil, ayant eu lieu les 26 et 27 juillet 1822.
Les objectifs de cette rencontre étaient de discuter de la souveraineté sur la province libre de Guayaquil, intégrée jusque-là à la Vice-royauté du Pérou, de la libération du Pérou et, de manière générale, de la consolidation de l'indépendance de l'Amérique du Sud libérée.

## Contexte
Le 24 mai 1822, Antonio José de Sucre défait les royalistes lors de la bataille de Pichincha et occupe Quito le 25 mai. Le contingent péruvien qui intervient dans cette bataille est composé de 1 600 soldats sous le commandement du colonel Andrés de Santa Cruz et a rejoint les forces patriotes colombiennes à Saraguro le 9 février 1822. Par la suite, Simón Bolívar met une pression diplomatique sur Guayaquil, afin de l'annexer à la Grande Colombie. Le libérateur du Nord Simón Bolívar comme le libérateur du Sud José de San Martín sont convaincus que le sort de l'indépendance américaine doit se jouer sur le sol péruvien, c'est pourquoi Simón Bolívar propose de rejoindre le Pérou.
Avant les événements de Guayaquil, San Martín a symboliquement proclamé l'Indépendance du Pérou le 28 juillet 1821. Il a organisé le premier Congrès constituant de la République du Pérou (es), le 1er mai 1822. 79 députés ont été élus. Le congrès fondateur est devenu opérationnel le 20 septembre 1822. Après son installation à la même date, le Congrès a offert au général José de San Martín des pouvoirs dictatoriaux qu'il a refusés. Le Congrès modifie son offre en lui donnant le titre de Fundador de la Libertad del Perú y Generalísimo de las Armas, un titre honorifique que le général San Martín a accepté. Le Congrès installé a élu à sa présidence le religieux Francisco Xavier de Luna Pizarro.

### L'indépendance de Guayaquil
Après le 9 octobre 1820, Guayaquil, sous la direction politique de José Joaquín de Olmedo et d'autres patriotes, a proclamé son indépendance de l'Espagne. Plus tard dans la même année, il a créé un nouveau pays appelé Province libre de Guayaquil, dont le président est Olmedo.
Après l'épopée libertaire, José Joaquín de Olmedo a demandé l'aide de Simón Bolívar pour sauvegarder l'indépendance de la ville et poursuivre la libération du reste de la Real audiencia de Quito. Bolívar a envoyé son meilleur général, Antonio José de Sucre, avec plusieurs centaines de soldats.
Sucre a signé un traité avec les guayaquileños qui place la ville sous la protection de la Colombie, puis a réorganisé ses forces et a vaincu les royalistes sur les pentes du Pichincha le 24 mai 1822, occupant Quito un jour plus tard. Pour cette campagne, Bolívar a recherché l'aide de San Martín, qui a envoyé 1 600 soldats, sous le commandement d'Andrés de Santa Cruz, qui ont participé aux batailles de Riobamba et Pichincha.
Cinq jours après la victoire sur les pentes du Pichincha, Quito accepte l'annexion et déclare l'intégration à la Colombie de l'ensemble du territoire de la Real audiencia de Quito. Cuenca et Loja acceptent immédiatement la décision.
Le problème est que la Province libre de Guayaquil, en tant qu'État souverain, n'est pas reconnue. À Guayaquil émergent trois partis politiques :
- les colombianistas, partisans de l'annexion de Guayaquil à la Grande Colombie ;
- les peruanistas, défenseurs de l'incorporation de Guayaquil à la République du Pérou ;
- les independientes, convaincus que la Province libre de Guayaquil doit rester un État libre et indépendant, dont fait notamment partie José Joaquín de Olmedo.

Face au danger du maintien d'un bastion royaliste en Amérique du Sud (c'est encore le cas de la Vice-royauté du Pérou, qui n'est pas totalement conquise), Bolívar accepte l'invitation de San Martín d'unir leurs forces. Bolívar choisit la ville de Guayaquil comme lieu de l'entrevue.
Le 11 juillet 1822, Bolívar arrive à Guayaquil, statuant que la province doit se joindre la Colombie. Dans un premier temps, il estime que l'incorporation doit se faire à la suite d'un vote libre et spontané, mais, en raison d'un groupe de riches marchands voulant garder le contrôle (et s'ils ne parviennent pas à l'obtenir, rejoindre le Pérou), Simón Bolívar assume tous les pouvoirs et place la ville de Guayaquil sous la protection de la République de Colombie, se chargeant du commandement politique et militaire.

## La rencontre de Guayaquil

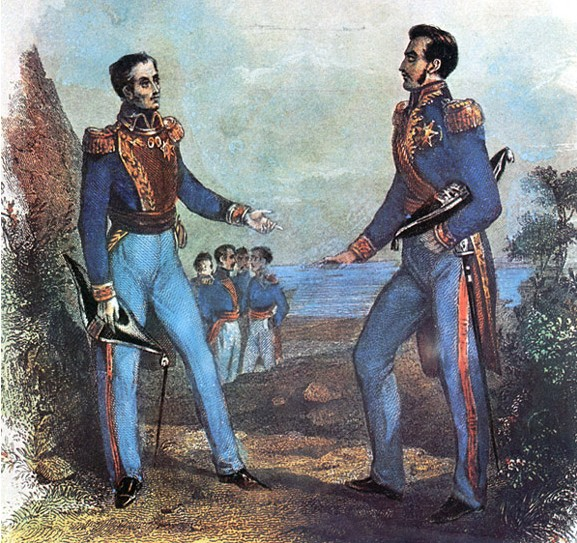
San Martín et Bolívar durant la rencontre de Guayaquil.

Quelques jours plus tard, le 26 juillet 1822, San Martín, arrivé la veille avec ses collaborateurs et son escorte dirigée par Pedro Nolasco Fonseca (es) à bord de la goélette Macedonia, s'entretient seul à seul avec Simón Bolívar.
La nuit du 27 juillet 1822, Bolívar invite San Martín à un banquet. À la moitié de celui-ci et dans le plus grand secret, San Martín se retire et fait voile vers le Pérou en laissant une partie de son armée de Bolivar,.
Les deux hommes se sont rencontrés avec un témoin de Cadiz, de sorte que nul ne sache ce que les deux Libertadores se sont dit. Toutefois, deux questions principales ont  été débattues : le sort de la province de Guayaquil et la fin de la campagne contre les royalistes, dont la dernière étape est  d'embrasser le Pérou récemment indépendant des royalistes, certaines régions des hauts plateaux péruviens abritant les derniers vestiges des armées royalistes installées en Amérique du Sud,.

## Événements postérieurs
L'annexion forcée de la Province libre de Guayaquil à la Grande Colombie provoque l'exil volontaire de José Joaquín de Olmedo, qui écrit à Bolívar une lettre décrivant son désaccord avec les mesures prises pour son peuple. Le 31 juillet 1822, la ville de Guayaquil déclare son annexion à la Grande Colombie et avec elle le reste de l'éphémère nation guayaquileña.
En arrivant au Pérou San Martín renonce à toutes ses fonctions. Accompagné d'une petite escorte et d'un assistant, la même nuit, il se rend à cheval à Ancón, au nord-est de Lima. C'était 20 septembre 1822, le jour même de l'installation du premier Congrès constituant de la République du Pérou. À l'aube du 22 septembre, sur le brick "Belgrano", il s'embarque pour Valparaiso.
Au Pérou, le Protectorat de San Martín est remplacé par un comité directeur, composé du général José de La Mar, du marchand Antonio Felipe Alvarado et du comte Manuel Salazar y Baquíjano. Le premier Congrès promulgue la Constitution le 12 novembre 1822, la première constitution de la République de tendance clairement libéralisme. Avec San Martín disparu de la scène, Bolívar accepte d'envoyer ses forces pour aider le Pérou. Ainsi, à l'arrivée de Simon Bolívar, le Congrès constituant suspend ses activités et donne des pouvoirs dictatoriaux à Bolívar.